# Behati Prinsloo
Behati Prinsloo (/ biˈɑːti ˈprɪnsluː / bee-AH-tee PRIN-sloo; tiếng Afrikaan: [ˈbɛɦati ˈprənslʊə]; sinh ngày 16 tháng 5 năm 1989) là một người mẫu người Namibia. Năm 2008, cô trở thành người mẫu hợp đồng Pink đầu tiên, và sau đó trở thành một thiên thần của Victoria's Secret vào năm 2009. Cô đã tham gia chín chương trình thời trang của Victoria's Secret (từ 2007 đến 2015). Cô đã là người mẫu đi đầu hai Chương trình thời trang của Victoria Secret liên tiếp (2014 và 2015). Cô là vợ của Adam Levine một ca sĩ, nhạc công, nhạc sĩ người Mỹ, giọng hát chính và là thủ lĩnh của ban nhạc Pop rock, Maroon 5 nổi tiếng.

## Tuổi thơ
Prinsloo được sinh ra ở Nam Phi, nhưng lớn lên ở Grootfontein, Namibia. Cha cô đã ký hợp đồng làm việc ở Nam Phi trước khi cô được sinh ra, khi cô được ba tuổi, gia đình cô chuyển trở về Namibia. Quốc tịch của cô là Namibia. Cô là con duy nhất của người cha Louis Francois "Boet" Prinsloo, một người quản lý nhà thờ, và mẹ Magda (nhũ danh Rossouw), người điều hành một nhà nghỉ phục vụ bữa sáng. Gia đình cô là người Afrikan và Prinsloo lớn lên nói tiếng Afrikaan như ngôn ngữ trong nhà; ngoài ra cô được đào tạo bằng tiếng Anh. Cô theo học trường trung học Grootfontein và sau đó nghỉ lớp 9 để theo đuổi nghề người mẫu.
Sự nghiệp người mẫu của cô bắt đầu khi cô được phát hiện khi đi nghỉ mát ở Cape Town với ông bà của mình. "Chúng tôi đã đi đến cửa hàng tạp hóa sau lễ nhà thờ và một anh chàng đã tiếp cận tôi và hỏi tôi có muốn làm người mẫu không và viết số của mình trên một mảnh giấy...".

## Sự nghiệp
Prinsloo ra mắt với tên gọi độc quyền cho Prada / Miu Miu Exclusive. Ngay sau đó, Juergen Teller chụp ảnh cô cho chiến dịch quảng cáo đầu tay, Marc by Marc Jacobs, và cô sớm được các nhiếp ảnh gia Mario Testino và Paolo Roversi chụp cho Vogue Anh, và David Sims chụp cho tạp chí W.
Behati đã trình diễn trong các chương trình thời trang cho Alexander Wang, Louis Vuitton, Miu Miu, Versace, Calvin Klein, Givenchy, Chanel, Alexander McQueen, Jil Sander, Marc Jacobs, Proenza Schouler, Christian Dior, Ralph Lauren, Anna Sui, Michael Kors, and Yves Saint Laurent.